# Pronomopsis pseudorubripes
Pronomopsis pseudorubripes är en tvåvingeart som beskrevs av Lamas 1972. Pronomopsis pseudorubripes ingår i släktet Pronomopsis och familjen rovflugor.
Artens utbredningsområde är Peru. Inga underarter finns listade i Catalogue of Life.